# 蘇奇托托
蘇奇托托（Suchitoto）是薩爾瓦多庫斯卡特蘭省的自治市。
蘇奇托托以教堂聞名，是薩爾瓦多有鵝卵石道路的少數地方之一。
蘇奇托托是薩爾瓦多人的周末渡假勝地，市內有不同文化景點，例如畫廊和文化中心。

## 友好城市
- 美国普雷斯科特 (亞利桑那州)